# Friedhelm Funkel
Friedhelm Funkel (né le 10 décembre 1953 à Neuss) est un entraîneur et ex-joueur de football allemand.  
Après une carrière de joueur (milieu de terrain) passée dans le championnat allemand, Funkel devient entraîneur. 
Son frère, Wolfgang Funkel, était lui aussi footballeur.

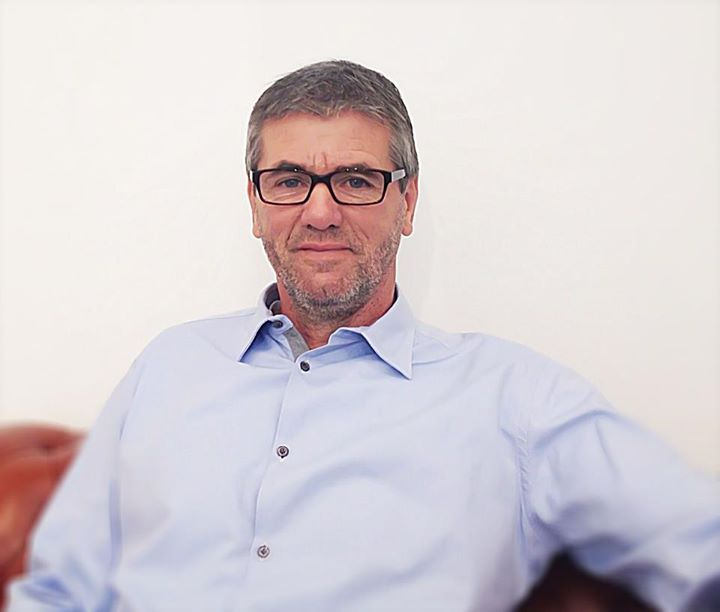
Friedhelm Funkel (2012)

## Carrière
| Joueur    | Joueur                 | Joueur            | Joueur                   |
| Période   | Club                   | Club              | Titres                   |
| --------- | ---------------------- | ----------------- | ------------------------ |
| 1974-1980 | Drapeau de l'Allemagne | Bayer Uerdingen   |                          |
| 1980-1983 | Drapeau de l'Allemagne | FC Kaiserslautern |                          |
| 1983-1990 | Drapeau de l'Allemagne | Bayer Uerdingen   | 1985 - Coupe d'Allemagne |

| Entraîneur           | Entraîneur             | Entraîneur          |
| Période              | Club                   | Club                |
| -------------------- | ---------------------- | ------------------- |
| 1991-1996            | Drapeau de l'Allemagne | Bayer Uerdingen     |
| 1996-2000            | Drapeau de l'Allemagne | MSV Duisbourg       |
| 2000-2001            | Drapeau de l'Allemagne | FC Hansa Rostock    |
| 2002-2003            | Drapeau de l'Allemagne | FC Cologne          |
| 2004-2009            | Drapeau de l'Allemagne | Eintracht Francfort |
| Oct.2009-2010        | Drapeau de l'Allemagne | Hertha BSC Berlin   |
| 2010-sept. 2011      | Drapeau de l'Allemagne | VfL Bochum          |
| 2011-2012            | Drapeau de l'Allemagne | Alemannia Aachen    |
| 2013-2014            | Drapeau de l'Allemagne | 1860 Munich         |
| Mars 2016-janv. 2020 | Drapeau de l'Allemagne | Fortuna Düsseldorf  |

Friedhelm Funkel est le seul entraineur à avoir réussi  six montées de la deuxième Bundesliga à la première Bundesliga.
- 1992 avec KFC Uerdingen 05
- 1994 avec KFC Uerdingen 05
- 1996 avec MSV Duisbourg
- 2003 avec 1. FC Cologne
- 2005 avec Eintracht Francfort
- 2018 avec Fortuna Düsseldorf